# Ozyptila elegans
Ozyptila elegans es una especie de araña cangrejo del género Ozyptila, familia Thomisidae.

## Distribución
Esta especie se encuentra en Italia.